# La información quiere ser libre
La información quiere ser libre (traducción del inglés Information wants to be free) es una expresión que forma parte de la historia del movimiento por el contenido libre de la informática desde que Stewart Brand la pronunció en 1984.

## Historia
Esta frase fue registrada por primera vez en boca de Stewart Brand en la primera Conferencia de Hackers de 1984, en el siguiente contexto:

"Por un lado, la información quiere ser cara, porque es muy valiosa. La información adecuada en el lugar acertado simplemente cambia tu vida. Por el otro lado, la información quiere ser libre, porque el coste de sacarla a la luz sigue bajando. De modo que tenemos esos dos lados luchando uno contra otro.
Roger Clarke, "Information Wants to be Free"

Los comentarios de Brand en la conferencia fueron transcritos en la Whole Earth Review (mayo de 1985, p. 49) y una versión posterior aparece en 'The Media Lab: Inventing the Future at MIT':

"La información quiere ser libre.  La información también quiere ser cara. [...] Esa tensión no desaparecerá".

Las diversas formas de la declaración original son ambiguas; el lema se puede usar para defender los beneficios tanto de la información privatizada como de la liberada/libre/abierta, o ambas.
En 1990, Richard Stallman añadió un matiz normativo al lema de Brand: 

"Creo que toda la información de utilidad general debería ser libre.  Por 'libre' no me refiero al precio, sino más bien a la libertad de copiar la información y adaptarla a las necesidades propias de cada uno."
Richard Stallman, 1980

Denning explica: 

"En 'de utilidad general' no incluye información confidencial sobre personas o sobre tarjetas de crédito, por ejemplo."

En cierta manera, la expresión conlleva el juicio moral de que "La información debería ser libre": la idea de que el acceso a la información y el conocimiento no debería necesitar de una lucha de clases para conseguirla, que ese acceso es un  derecho humano básico, y de que, según mejora la tecnología, toda la humanidad debería poder participar es sus dones y servicios.